# Étinehem-Méricourt
Étinehem-Méricourt is een gemeente in het Franse departement Somme in de regio Hauts-de-France. De gemeente maakt deel uit van het arrondissement Péronne en telde 596 inwoners op 1 januari 2022.

## Geschiedenis
Étinehem-Méricourt is een fusiegemeente die op 1 januari 2017 ontstond uit Étinehem en Méricourt-sur-Somme.

## Geografie
De oppervlakte van Étinehem-Méricourt bedraagt 18,22 vierkante kilometer; Op 1 januari 2022 was de bevolkingsdichtheid 32,7 inwoners per km².
Door de gemeente stroomt de Somme.
De gemeente grenst aan de gemeenten Bray-sur-Somme, Cappy, Chipilly, La Neuville-lès-Bray, Meaulte, Morcourt, Morlancourt en Proyart. De hoofdplaats van de gemeente is Étinehem.
Acheux-en-Amiénois · Albert · Arquèves · Auchonvillers · Authie · Authuille · Aveluy · Bayencourt · Bazentin · Beaucourt-sur-l'Ancre · Beaumont-Hamel · Bécordel-Bécourt · Bertrancourt · Bouzincourt · Bray-sur-Somme · Buire-sur-l'Ancre · Bus-lès-Artois · Cappy · Carnoy-Mametz · Chuignolles · Coigneux · Colincamps · Contalmaison · Courcelette · Courcelles-au-Bois · Curlu · Dernancourt · Éclusier-Vaux · Englebelmer · Étinehem-Méricourt · Forceville · Fricourt · Frise · Grandcourt · Harponville · Hédauville · Hérissart · Irles · Laviéville · Léalvillers · Louvencourt · Mailly-Maillet · Maricourt · Marieux · Méaulte · Mesnil-Martinsart · Millencourt · Miraumont · Montauban-de-Picardie · Morlancourt · La Neuville-lès-Bray · Ovillers-la-Boisselle · Pozières · Puchevillers · Pys · Raincheval · Saint-Léger-lès-Authie · Senlis-le-Sec · Suzanne · Thiepval · Thièvres · Toutencourt · Varennes · Vauchelles-lès-Authie · Ville-sur-Ancre